# Абубакар, Рашид
Рашид Абубакар (англ. Rashid Abubakar; род. 16 марта 2000, Аккра) — ганский футболист, полузащитник казахстанского клуба «Атырау».

## Карьера
Футбольную карьеру начинал в составе клуба «Аккра Лайонс». 29 октября 2021 года в матче против клуба «Элмина Шаркс» дебютировал в чемпионате Ганы.
9 августа 2022 года перешёл в боснийский клуб «Сараево». 19 сентября 2022 года в матче против клуба «Вележ» дебютировал в чемпионате Боснии и Герцеговины.
15 февраля 2024 года стал игроком оманского клуба «Бахла Клуб». 16 февраля 2024 года в матче против клуба «Ибри Клуб» дебютировал в чемпионате Омана.
14 сентября 2024 года подписал контракт с молдавским клубом «Спартаний». 14 сентября 2024 года в матче против клуба «Зимбру» дебютировал в чемпионате Молдовы.

## Клубная статистика
| Игровая карьера | Игровая карьера | Игровая карьера | Лига | Лига | Кубок | Кубок | Межд. | Межд. |
| --------------- | --------------- | --------------- | ---- | ---- | ----- | ----- | ----- | ----- |
| 2021/22         | Аккра Лайонс    | А               | 27   | 1    | —     | —     | —     | —     |
| 2022/23         | Сараево         | А               | 5    | 0    | —     | —     | —     | —     |
| 2022/23         | Лозница         | Б               | 16   | 0    | —     | —     | —     | —     |
| 2023/24         | Бахла Клуб      | А               | 11   | 0    | —     | —     | —     | —     |
| 2024/25         | Спартаний       | А               | 8    | 2    | —     | —     | —     | —     |
| 2025            | Ордабасы        | А               | 9    | 0    | 2     | 0     | —     | —     |
| 2025            | Атырау          | А               | 2    | 0    | —     | —     | —     | —     |